# Universidade do Estado do Amazonas
A Universidade do Estado do Amazonas (UEA) é uma universidade pública mantida pelo governo do Estado brasileiro do Amazonas. Oferece mais de 30 cursos distribuídos em dezessete campus na Região Metropolitana de Manaus e no interior do Amazonas. Em nível de pós-graduação, a Universidade do Estado do Amazonas conta com 23 especializações (lato sensu), além de 7 Mestrados e dois Doutorados (stricto sensu). Possui seis escolas superiores, a saber: Escola Superior de Ciências da Saúde (ESA), Escola Superior de Tecnologia (EST), Escola Normal Superior (ENS), Escola Superior de Artes e Turismo (ESAT), Escola Superior de Ciências Sociais (ESO) e Escola de Direito (ED). No segundo semestre de 2012 foi apresentado o projeto da Cidade Universitária da Universidade do Estado Amazonas que agregará todas as unidades acadêmicas em um único Campus, a Cidade Universitária está sendo construída em Iranduba, sob uma área de 13.000m².
A Universidade do Estado do Amazonas (UEA) tem sido uma grande referência no crescimento regional, na interiorização da educação e nos projetos de desenvolvimento social. Destaca-se por ter oferecido, a distância, o curso Normal Superior para os municípios do interior do Estado (PROFORMAR), com a finalidade de capacitar os professores atuantes em tais localidades, além da Telessaúde juntamente com universidades de outros estados que participam do projeto.
Possui mais de 20 mil estudantes regularmente matriculados na graduação e, também, na pós-graduação. No campo da Extensão, a Universidade do Estado do Amazonas (UEA) possui uma importante variedade de ações, programas e projetos. Todos esses são realizados com vistas à promoção da política institucional de extensão universitária e ao atendimento das necessidades da sociedade, por meio do conhecimento científico e tecnológico. Soma-se a isso o incentivo às ações de apoio à comunidade universitária da UEA, buscando a integração e o bem-estar dos alunos e dos servidores.

## História

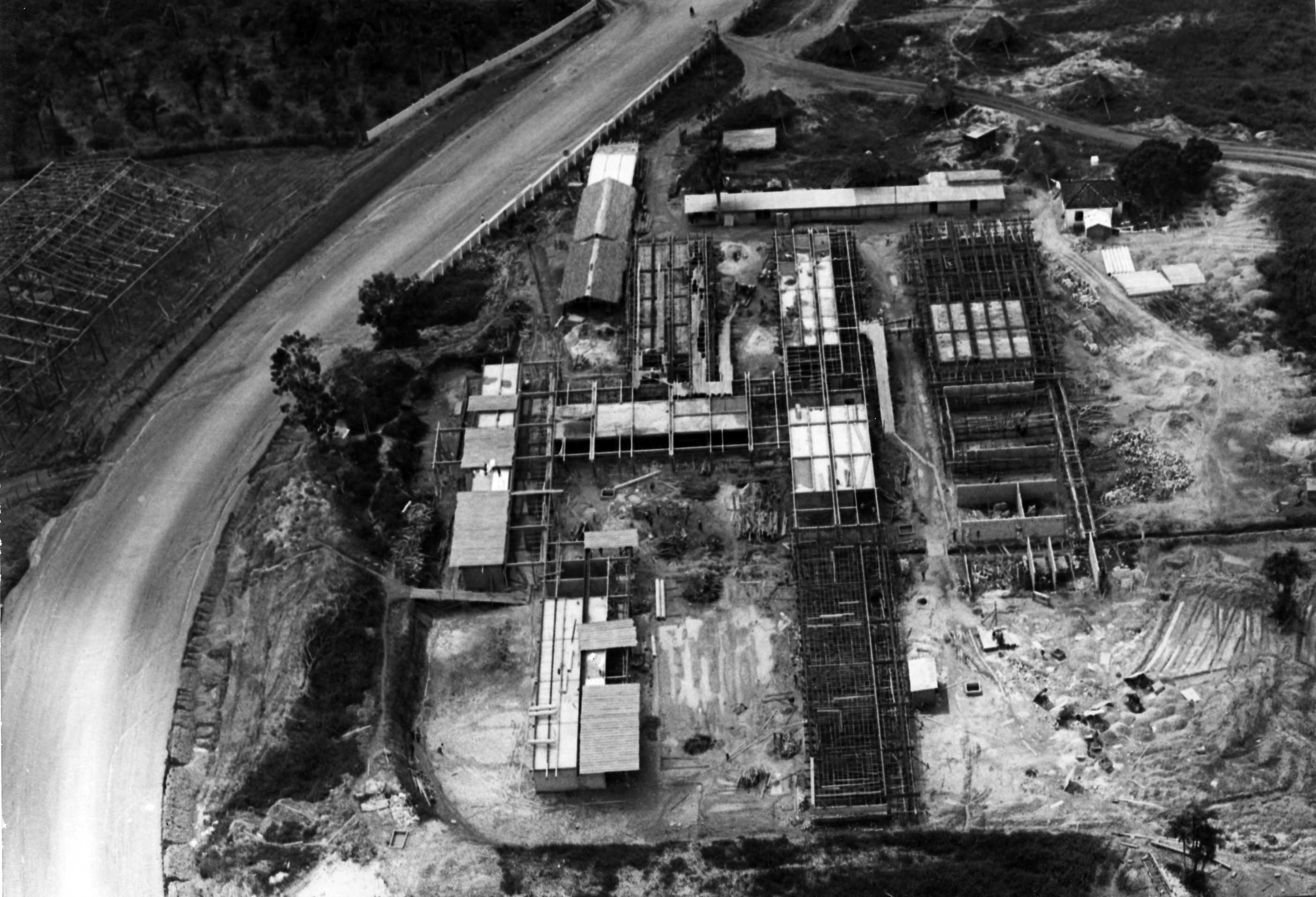
Vista aérea dos blocos do UTAM, quando em construção. Hoje abriga a Escola Superior de Tecnologia.

### Universidade de Tecnologia da Amazônia
A Universidade do Estado do Amazonas (UEA) possui suas raízes no Instituto de Tecnologia da Amazônia (UTAM). A UTAM foi criada pelo Decreto Estadual N.º 2.540 de 18 de janeiro de 1973,nos termos da Lei Estadual N.º 1.060, de 14 de dezembro de 1972. Poucos anos depois, através da Lei Estadual N.º 1.273 de 10 de outubro de 1977, a UTAM foi transformada em Instituto de Ensino Superior, seguindo as normas de regulamentação federal.
Durante os seus 28 anos de existência, a UTAM, localizada em seu campus na Av. Darcy Vargas em Manaus, ofereceu inúmeros cursos na área de tecnologia, incluindo  os cursos de Engenharias Operacionais da Madeira, Mecânica, Eletrônica, Eletrotécnica, Manutenção Mecânica, Construção Civil, Topografia e Estradas, além de Processamento de Dados, Engenharia de Produção e Engenharia de Computação.

### Início
A Universidade do Estado do Amazonas (UEA), instituída pela Lei N.º 2.637, de 12 de janeiro determinou um novo futuro para milhares de amazonenses da capital e dos 61 municípios do interior. Em apenas 10 anos de existência mais de 25 mil pessoas tiveram acesso ao ensino superior de qualidade nas mais diversas áreas do conhecimento e em comunidades onde, até pouco tempo atrás, pensar em cursar uma universidade não passava de um sonho. 
Instituída em janeiro de 2001, sua primeira ação foi realizar o concurso vestibular para 1.930 vagas em 12 cursos distribuídos na capital e em dois municípios do interior (Tefé e Parintins). Destas vagas, 880 foram disponibilizadas para as Unidades do interior do estado. Participaram deste certame cerca de 180.000 candidatos. Já no certame do ano seguinte este número cresceu para cerca de 230.000 candidatos. Desde a sua implantação, todos os vestibulares são realizados em todos os municípios do interior do estado. 
As atividades acadêmicas iniciaram no segundo semestre de 2001, com a aula inaugural sendo realizada em 3 de agosto de 2001, na gestão do então governador Amazonino Armando Mendes. Esse dia vai ficar marcado na memória daqueles que preencheram as 1.930 vagas iniciais, pioneiros num projeto de Educação marcado pelo pioneirismo. 
Em sua estrutura estão seis Unidades Acadêmicas na capital (Escolas Superiores); seis Centros de Estudos Superiores e 12 Núcleos de Ensino Superior no interior do estado. A Cidade Universitária da UEA encontra-se em construção e está localizada em Iranduba (município a 25 quilômetros de Manaus).
Atualmente são 43 cursos de graduação que, distribuídos em 57 municípios, constituem uma oferta total de 223 cursos para uma comunidade de 22.562 estudantes matriculados, 13.395 no interior e 9.167 na capital.

## Estrutura
Por não dispor de um campus universitário, a Universidade constitui-se de vários prédios, distribuídos pela cidade de Manaus. A Reitoria está localizada no edifício da avenida Djalma Batista. Nessa mesma avenida, funciona a Escola Normal Superior.
A Escola Superior de Artes e Turismo funciona no Edifício Professor Samuel Benchimol, na avenida Leonardo Malcher, mesma via onde se localiza a Escola Superior de Ciências Sociais. Perpendicular à Avenida Leonardo Malcher, se localiza a Escola de Direito, na Avenida Major Gabriel.
Quanto à Escola Superior de Ciências da Saúde, foi instalada no Edifício Adriano Jorge, na avenida Carvalho Leal, no bairro Cachoeirinha e a Escola Superior de Tecnologia está sediada no extinto Instituto de Tecnologia da Amazônia – UTAM, na avenida Darcy Vargas.
Por meio dos Centros de Estudos, dos Núcleos de Ensino ou do Sistema Presencial Mediado – com aulas ao vivo, via satélite –, a Universidade do Estado do Amazonas está presente em todos os municípios do Interior.
Além disso, a Universidade dispõe de  9 Restaurantes Universitários, 5 casas para estudantes e 28 bibliotecas, espalhados na capital e no interior do estado. 

## Campus

### Manaus

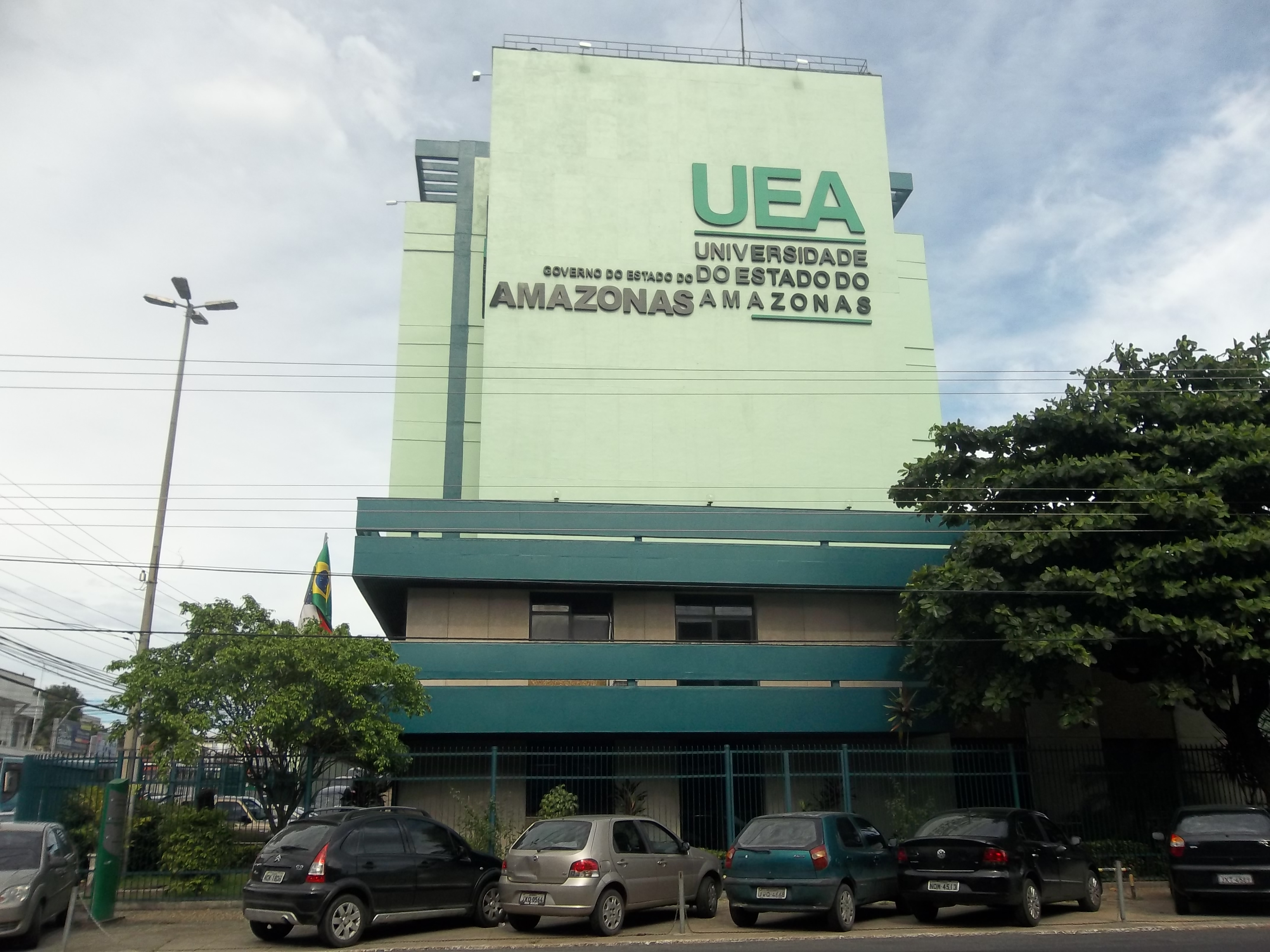
Escola Superior de Artes e Turismo - Manaus

A Universidade do Estado do Amazonas conta com seis Escolas Superiores em Manaus, que são as seguintes: Escola Normal Superior (ENS), Escola Superior de Tecnologia (EST), Escola Superior de Artes e Turismo (ESAT), Escola Superior de Ciências da Saúde (ESA), Escola Superior de Ciências Sociais (ESO) e Escola de Direito (ED).

### Interior
Os campi no interior são os seguintes:
- Centro de Estudos Superiores de Itacoatiara
- Centro de Estudos Superiores de Lábrea
- Centro de Estudos Superiores de Parintins
- Centro de Estudos Superiores de São Gabriel da Cachoeira
- Centro de Estudos Superiores de Tabatinga
- Centro de Estudos Superiores de Tefé
- Núcleo de Ensino Superior de Boa Vista do Ramos

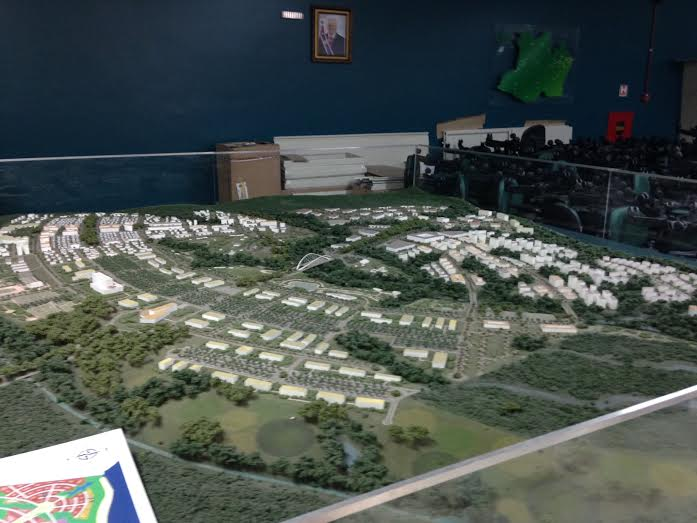
Projeto da Cidade Universitária da UEA.

- Núcleo de Ensino Superior de Boca do Acre
- Núcleo de Ensino Superior de Carauari
- Núcleo de Ensino Superior de Coari
- Núcleo de Ensino Superior de Eirunepé
- Núcleo de Ensino Superior de Humaitá
- Núcleo de Ensino Superior de Manacapuru
- Núcleo de Ensino Superior de Manicoré
- Núcleo de Ensino Superior de Maués
- Núcleo de Ensino Superior de Novo Aripuanã
- Núcleo de Ensino Superior de Presidente Figueiredo

### Cidade universitária
O Governo do Estado do Amazonas anunciou em 2012 o projeto para a construção da Cidade Universitária da Universidade do Estado do Amazonas, cujas obras foram iniciadas em 2014. O projeto, localizado no município de Iranduba, possui 13 milhões de metros quadrados e contará com unidades acadêmicas de ponta, além de residências para estudantes, olímpica, museu, zoológico, dentre outras amenidades.
O objetivo do projeto é mover todas as Escolas Superiores de Manaus para o novo campus, assim gerando maior interação entre as mesmas e desenvolvimento para a margem direita do Rio Negro.
Atualmente, o projeto encontra-se parado devido a ineficácia da ação do governo do Estado do Amazonas.

## Perfil acadêmico

### Graduação
A UEA  oferece três tipos de cursos superiores: Tecnológico, Licenciatura e Bacharelado. Atualmente são oferecidos 20 cursos Tecnológicos, incluindo Alimentos, Logística, Petróleo e Gás, e Construção Naval. Entre as Licenciaturas, a UEA possui 17 cursos, como Dança, Teatro, Matemática, Física, Química, História, e Geografia. Por último, também há 30 cursos de Bacharelado da Universidade do Estados do Amazonas, os quais abrangem todas as áreas do conhecimento. Entre os cursos de Bacharelado encontram-se Medicina, Direito, Administração, Arqueologia, Odontologia, Turismo, Música, Teatro, Ciências Militares, Ciências Econômicas, Ciências Contábeis, Enfermagem, Odontologia, Meteorologia, Saúde Pública, Dança, Educação Física, e inúmeros cursos de Engenharia, como Civil,Mecânica, Produção, Mecatrônica, Elétrica, Naval, e outras.

### Pós-graduação

#### Especialização
São ofertados 96 cursos de especialização distribuídos pela capital e pelo interior. As Pós-Graduações Lato Sensu da UEA, assim como a graduação, também abrangem todas as áreas do conhecimento.

#### Residência em Saúde
Atualmente a UEA oferece Residência em Saúde através do Programa de Residência em Cirurgia e Traumatologia Bucomaxilofacial e do Programa de Residência em Enfermagem

#### Mestrado
São ofertados quinze cursos de Mestrado, incluindo Direito Ambiental e Medicina Tropical.

#### Doutorado
A UEA conta com cinco programas de Doutorado: Bioquímica e Biologia Molecular, Clima e Ambiente, Biodiversidade e Biotecnologia, Medicina Tropical e Educação em Ciências e Matemática.

### Ingresso
O ingresso na Universidade do Estado do Amazonas se dá através de duas formas. A primeiro é o SIS (Sistema de Ingresso Seriado), que oferece uma prova ao final de cada um dos três anos do Ensino Médio. A segunda forma de ingresso é através do tradicional Vestibular. No total, no ano de 2013 foram oferecidas 3.819 vagas para 64.661 inscritos, uma taxa de admissão de 5,9%, ou 16,9 candidatos por vaga. No Vestibular essa taxa foi de 7,5%, ou 13,4 candidatos por vaga.

### Ranking
Apesar de ser considerada uma instituição ainda jovem, a UEA tem demonstrado resultados excelentes, os quais podem ser notados nos diversos rankings universitários. Além de possuir destaque nas notas do ENADE, a UEA encontra-se em rota ascendente no ranking da Folha de S.Paulo (RUF), o qual é a mais nova referência na área de avaliação educacional. A UEA ocupa a 77° colocação no Ranking Nacional de 2014, sendo a 2° colocada no Amazonas e 3° em toda a Região Norte. No ano de 2013, a UEA encontrava-se na 101° colocação.
Dentre os maiores destaques da UEA encontra-se o curso de Direito, o qual é considerado o melhor do Amazonas pelo RUF e o único da Região Norte do Brasil a receber o selo de cinco estrelas do Guia do Estudante da Abril.
Além disso, a UEA em 2020, foi a única universidade do Amazonas e uma das duas universidades da região Norte do Brasil, incluídas no ranking UI GreenMetric 2020.
Esse Ranking foi criado em 2010, na Universidade da Indonésia, e revela o índice que sinaliza os esforços em sustentabilidade e gestão ambiental das instituições de ensino superior em todo o mundo e é organizado sob seis categorias principais: Configuração, Infraestrutura e Áreas Verdes das unidades; Gestão de Energia e Mudanças Climáticas; Gestão de Resíduos; Gestão de Água; Transportes e Mobilidade e Educação e Pesquisa; contemplando, no total, 69 indicadores.
Já em 2021, pela primeira vez, a UEA figura entre as melhores instituições de ensino da América Latina e Caribe no ranking anual do “Times Higher Education” (THE), um dos principais indicadores de educação superior do mundo. Na classificação, a UEA aparece como a 47ª universidade mais bem avaliada entre as brasileiras e a segunda melhor colocada entre as universidades da região Norte.
Entre os indicadores levados em consideração pelo THE, estão critérios como ensino (ambiente de aprendizado), pesquisa (quantitativo, investimentos e reputação), citações (influência que as pesquisas desenvolvidas possuem no campo acadêmico), perspectivas internacionais (corpo docente, estudantes e pesquisas) e transferência de conhecimento.

## Lista de reitores
Desde sua criação, em 2001, a Universidade do Estado do Amazonas (UEA) já teve os seguintes reitores: